# 国内保証援助会
株式会社国内保証援助会（こくないほしょうえんじょかい）は、福岡県筑紫野市に本社を置く連帯保証人紹介業者。

## 概要
2007年頃から一部で保証人を紹介しないなどのトラブル報告があり、保証人紹介業問題被害者の会が中心となり全国で集団訴訟を展開している。
なお、東京商工リサーチ企業情報の評点はZとなっている。
2011年3月11日　消費者庁より業務停止処分を受ける。誇大広告、債務履行の不当な遅延、顧客の意に反する申込み（申込み内容の確認・訂正機会の不備）
2019年現在、会社の公式サイトにはつながらなくなっている。

## 沿革
- 2006年11月22日 - 株式会社国内保証援助会を設立。
- 2007年1月5日 - 全国保証人紹介業協会に加盟。
- 2008年8月24日 - 福岡市中央区荒戸2丁目5番9号から現在地に本店移転。

## 主な業務
- 融資保証サービス
- 賃貸保証サービス
- 身元保証サービス
- その他保証サービス